# アレックス・フェレーラ
アレックス・フェレーラ（Alexander Ferreira、1994年8月14日 - ）は、アメリカ合衆国コロラド州アスペン出身のフリースキーヤー。種目はハーフパイプ。使用しているスキー板のブランドはサロモン。

## 生い立ち
コロラド州アスペン出身であり、スキーをするには非常に恵まれた環境で育った。3歳の時に初めてスキーをする。5歳の時にAspen Valley Ski & Snowboard Clubの一員になる。初めはモーグルの練習をしていた。パークで滑るスキーヤーを見て憧れ、フリースタイルスキーヤーを目指すようになる。
スキー以外の趣味はトランポリン、クリフジャンプ、チュービング、サッカー、ゴルフ、ボート、卓球、海で過ごすこと。
現在ウエストミンスター大学に通っている。

## 戦歴
2014年1月のX Games Aspen ハーフパイプ種目に出場。アメリカのデービッド・ワイズ、フランスのケビン・ローランドに次ぐブロンズメダル。
2015年1月のX Games Aspen 2015 ハーフパイプ種目に出場。アメリカのデービッド・ワイズを上回り、カナダのサイモン・ダルトワ、フランスのケビン・ローランドに次ぐブロンズメダル。
2015年12月のDew Tour ハーフパイプ種目に出場。アメリカのデービッド・ワイズ、ニュージーランドのボー＝ジェームズ・ウェルズに次ぐブロンズメダル。これがDew Tour初の表彰台となった。
初のオリンピック出場となった2018年の平昌オリンピックでは、スキーハーフパイプで銀メダルを受賞した。

## スポンサー
- POC
- Aspen/Snowmass
- Isvera
- Under Armour
- Waiakea Water
- Rockstar Energy

（）